# 한병환
한병환(韓秉煥, 1965년 2월 22일~ )은 대한민국의 정치인이다. 대학 재학시절에 민민투 위원장을 맡으면서 민주화운동에 헌신하였고 해당 건으로 1년 6개월간 투옥되었다.
이후 부천시로 이주하여 지역 노동조합과 시민단체에서 활동하였으며 부천시의회 제2~4대 의원을 역임했고 청와대 대통령비서실 일자리수석비서관실 자영업비서관실 행정관으로 발탁됐다. 이후 2020년 7월에는 선임행정관으로 진급했다. 현재는 대통령 직속 일자리위원회 일터혁신TF 위원으로 재직하고 있다.

## 학력
- 서울혜화초등학교 졸업
- 동성중학교 졸업
- 보성고등학교 졸업
- 성균관대학교 한국철학과 졸업
- 연세대학교 대학원 공공정책학 석사

## 경력
- 풍림화학노동조합 선전부장
- 부천노동법률상담소 상담실장
- 제2대 부천시의원
- 제3대 부천시의원
- 제4대 부천시의원
- 제4대 부천시의회 행정복지위원장
- 대통령직속 동북아시대위원회 자문위원
- 대통령직속 민주평화통일자문회의 자문위원
- 자연보호부천시협의회 회장
- 부천시 시민옴부즈만 위원장
- 사람사는세상 노무현재단 기획위원
- 청와대 대통령비서실 일자리수석비서관실 자영업비서관실 행정관
- 청와대 대통령비서실 일자리수석비서관실 자영업비서관실 선임행정관

## 역대 선거 결과
|  | 19.02% |

|  | 0% |

|  | 55.76% |